# Paradise Expired
Paradise Expired er en dansk oplysningsfilm fra 2011, der er instrueret af Lasse Rahbek Petersen og Christian Frederiksen.

## Handling
Langt ude i Stillehavet, blot få meter over havets overflade, ligger Tuvalu. Forskere forudser at Tuvalu vil være det første land, der går under grundet global opvarmning og stigende vandstande. Men bor man på Tuvalu, er der andre og ligeså store problemer, som truer med at drukne landet, længe før havet gør det. For overalt på hovedøen Funafuti ligger der bunker af skrald. Plastikflasker, sodavandsdåser, jern og skrot optager landskabet, som en torn i øjet på det, der burde være et paradis. Når 4.500 mennesker skal deles om næsten intet land, er der ikke mange steder at gøre af affaldet. Og kun én bekymret mand forsøger at gøre noget ved problemet. Hans navn er Apelaamo og han er Tuvalus eneste skrot-eksportør. Men én mand kan ikke genbruge for et helt land og Apelaamo har sine egne problemer at kæmpe med.